# Río Zuata
El río Suata es un río de los Llanos Centrales de Venezuela y forma la línea frontera entre los estados Guárico y Estado Anzoátegui. Se origina en el estado Guárico, muy cerca del hato Loma de Viento y llega al estado Anzoátegui a mitad de curso, frente a la ciudad de Zuata.

## Afluentes
Desde su tramo superior le afluyen muchos ríos, por el lado del estado Guárico: Suatica, Agua Salada, Potreritos, Maúlpa, Zaraza, Vigía, Morichalote, Boquerón, La Peña, El Muerto, Macanilla, Juanico y Chivata. Después de «boca del Chivata» en dirección al sur, el río se entremezcla con inmensos meandros y morichales.